# Hypocreomycetidae
Die Hypocreomycetidae sind eine Unterklasse der Schlauchpilze.

## Merkmale
Die Fruchtkörper sind meist helle Perithecien, seltener Kleistothecien. In den meisten Vertretern fehlen echte Paraphysen. Periphysoide kommen vor. Die Asci sind unitunicat oder pseudoprototunicat.

## Systematik
Die Hypocreomycetidae sind ein gut gestützte monophyletische Gruppe, ihre Schwestergruppe sind die Sordariomycetidae. Hibbett et al. (2007) gliedern die Unterklasse in folgende Ordnungen:
- Coronophorales
- Krustenkugelpilzartige (Hypocreales)
- Melanosporales
- Microascales

Zhang et al. stellten folgendes Kladogramm auf, das auch einige isoliert stehende Taxa enthält:
|  | Coronophorales |
|  |                |
|  | Melanosporales |
|  |                |

|  | Microascales (inklusive Halosphaeriales)                                                |
|  |                                                                                         |
|  | \| \| Verticillium dahliae, eine Anamorphe \| \| \| \| \| \| Glomerellaceae \| \| \| \| |
|  |                                                                                         |
|  | Verticillium dahliae, eine Anamorphe                                                    |
|  |                                                                                         |
|  | Glomerellaceae                                                                          |
|  |                                                                                         |

|  | Verticillium dahliae, eine Anamorphe |
|  |                                      |
|  | Glomerellaceae                       |
|  |                                      |

|  | Coronophorales |
|  |                |
|  | Melanosporales |
|  |                |

|  | Microascales (inklusive Halosphaeriales)                                                |
|  |                                                                                         |
|  | \| \| Verticillium dahliae, eine Anamorphe \| \| \| \| \| \| Glomerellaceae \| \| \| \| |
|  |                                                                                         |
|  | Verticillium dahliae, eine Anamorphe                                                    |
|  |                                                                                         |
|  | Glomerellaceae                                                                          |
|  |                                                                                         |

|  | Verticillium dahliae, eine Anamorphe |
|  |                                      |
|  | Glomerellaceae                       |
|  |                                      |

|  | Coronophorales |
|  |                |
|  | Melanosporales |
|  |                |

|  | Microascales (inklusive Halosphaeriales)                                                |
|  |                                                                                         |
|  | \| \| Verticillium dahliae, eine Anamorphe \| \| \| \| \| \| Glomerellaceae \| \| \| \| |
|  |                                                                                         |
|  | Verticillium dahliae, eine Anamorphe                                                    |
|  |                                                                                         |
|  | Glomerellaceae                                                                          |
|  |                                                                                         |

|  | Verticillium dahliae, eine Anamorphe |
|  |                                      |
|  | Glomerellaceae                       |
|  |                                      |

|  | Coronophorales |
|  |                |
|  | Melanosporales |
|  |                |

|  | Microascales (inklusive Halosphaeriales)                                                |
|  |                                                                                         |
|  | \| \| Verticillium dahliae, eine Anamorphe \| \| \| \| \| \| Glomerellaceae \| \| \| \| |
|  |                                                                                         |
|  | Verticillium dahliae, eine Anamorphe                                                    |
|  |                                                                                         |
|  | Glomerellaceae                                                                          |
|  |                                                                                         |

|  | Verticillium dahliae, eine Anamorphe |
|  |                                      |
|  | Glomerellaceae                       |
|  |                                      |

2017 wurden für die Unterordnungen folgende Ordnungen akzeptiert:
- Ordnung Coronophorales
- Ordnung Microascales (inklusive Holosphaeriales)
- Ordnung Glomerellales
- Ordnung Krustenkugelpilzartige – Hypocreales
- Ordnung Falcocladiales
- Ordnung Torpedosporales

Die ehemalige Ordnung Melanosporales mit der einzigen Gattung Melanospora wird inzwischen zur Ordnung der Coronophorales gerechnet.

## Belege
- D. S. Hibbett et al.: A higher-level phylogenetic classification of the Fungi. In: Mycological research, Mai 2007; 111(5): 509–547. Epub 2007 13. März 2007. doi:10.1016/j.mycres.2007.03.004, (PDF; 1,3 MB)
- Ning Zhang et al.: An overview of the systematics of the Sordariomycetes based on a four-gene phylogeny. In: Mycologia, Band 98, 2006, S. 1076–1087.